# プレステージ (プロモーション)
株式会社プレステージ（Prestige）は、日本の大手モデル事務所。

## 概要
1988年に設立された。モデル業務を中心としたタレントエージェンシーで、ファッション雑誌やテレビCMを中心として映画やミュージカルなどにプロモーションしている。
2015年にクリエーター部門が新設され、写真家、スタイリスト、ダンサーなどが所属している。

## 主な所属者

### 女性
- RINA
- MARIN
- 福富ゆき
- 岡明子
- 斎藤美海 ※元カントリー娘
- 影山絵理子
- 薫
- 寺田美加
- RIE
- 吉川さくら
- 牧田明子
- ひろみ
- 美紀
- 杉浦未幸 ※元おニャン子クラブ
- 五十嵐美紀
- 山本祥子
- 麻生枝里
- 松本洋子
- 池崎美盤

### 男性
- HIROTO
- 河村晃太郎
- 森重魅治
- 奥洞和哉
- 本田有
- 川崎貴成
- 津砂健太
- 浅川貴之
- 後田佳宏
- 青木敬
- 鶴井宗貴

## 主な所属クリエーター
- YASUHIRO HAMASAKI
- MIKI IMAI